# 천의 얼굴
《천의 얼굴》은 한국에서 제작된 최영철 감독의 1976년 영화이다. 신영일 등이 주연으로 출연하였고 황영실 등이 제작에 참여하였다.

## 출연

### 주연
- 신영일
- 김희라
- 조남호

## 기타
- 원작자: 이이령